# Сосновка (Магдагачинский район)
Сосновка — упразднённое село в Магдагачинском районе Амурской области России.

## География
Урочище находится в центральной части Амурской области, на левом берегу реки Сиваки, на расстоянии примерно 126 километров (по прямой) к юго-востоку от посёлка городского типа Магдагачи, административного центра района. Абсолютная высота — 243 метра над уровнем моря.

## История
Основано в 1913 году. Название происходит от расположенного рядом соснового леса.
Исключено из учётных данных в 1974 году как фактически не существующее.